# Dżihan as-Sadat

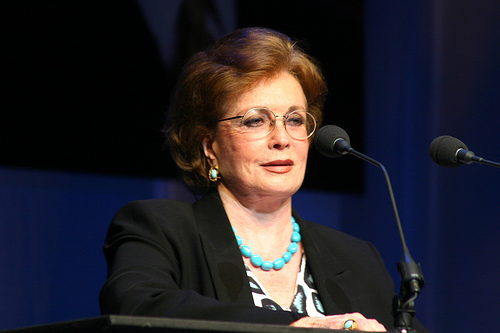

Dżihan Safwat as-Sadat, zd. ar-Ra’uf (ur. 29 sierpnia 1933 w Kairze, zm. 9 lipca 2021) – egipska literaturoznawczyni, działaczka społeczna, wykładowczyni akademicka, pierwsza dama Egiptu w latach 1970–1981 jako małżonka Anwara as-Sadata.

## Życiorys
Była córką Egipcjanina i Brytyjki, kucharza i pokojówki w ambasadzie Wielkiej Brytanii. Edukację podstawową i średnią odebrała w szkole prowadzonej przez chrześcijańskich misjonarzy.
W wieku piętnastu lat poznała Anwara as-Sadata, egipskiego oficera działającego w czasie II wojny światowej w organizacji antybrytyjskiej. W 1949 r. wyszła za niego za mąż (sama również była patriotką egipską).
Ukończyła studia licencjackie w zakresie arabistyki na Uniwersytecie Kairskim (1973), a następnie magisterskie w zakresie badań literaturoznawczych. Pracę końcową poświęciła poezji Percy’ego Shelleya i jej recepcji w Egipcie.

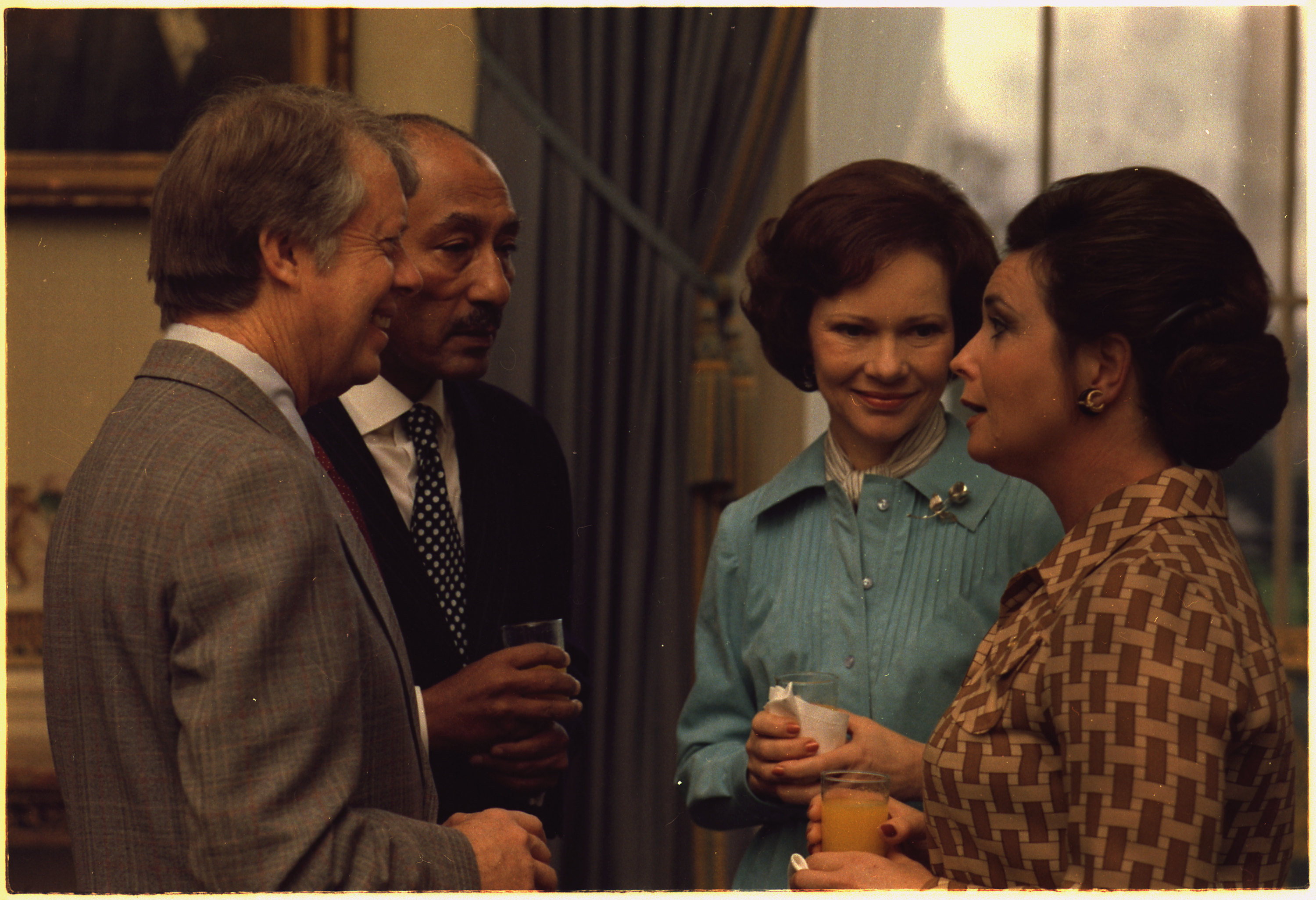
Dżihan as-Sadat z mężem podczas wizyty u prezydenta Stanów Zjednoczonych Jimmy’ego Cartera i jego żony Rosalynn

W 1970, po śmierci Gamala Abdel Nasera, jej mąż został prezydentem Egiptu. Gdy po wojnie Jom Kipur zyskał znaczną popularność w społeczeństwie, Dżihan as-Sadat jako pierwsza dama rozwinęła szeroką działalność społeczną i kulturalną. Składała wizyty w wojskowych szpitalach oraz w oddziałach stacjonujących na egipsko-izraelskiej granicy. W 1975 przejęła po śmierci Umm Kulsum założoną przez nią fundację charytatywną „Wiara i Nadzieja” i sama zaczęła kierować jej pracami. Miała znaczący wpływ na politykę męża. Szczególnie interesował ją problem emancypacji kobiet. W 1975 reprezentowała Egipt na Międzynarodowej Konferencji Kobiet w Meksyku. Utworzyła prywatną fundację, której celem było ułatwianie kobietom podejmowania pracy zarobkowej poprzez naukę koniecznych umiejętności. Odegrała znaczącą rolę w opracowywaniu wprowadzonego w 1979 prawa rodzinnego. Zobowiązywało ono mężów do rejestrowania rozwodów oraz poszerzało uprawnienia kobiet, pozwalając im dłużej opiekować się dziećmi po rozstaniu z mężem i ubiegać się o alimenty od byłego małżonka. Wprowadzało także ustawowy obowiązek zgody pierwszej żony na zawarcie przez mężczyznę kolejnego małżeństwa. Prawo z 1979, z uwagi na jej znaczny udział w jego sformułowaniu i wprowadzeniu w życie, było popularnie określane jako prawo Dżihan. Ustawa ta została źle przyjęta przez egipskie organizacje muzułmańskie; niektóre jej postanowienia w 1985 wycofano.
Po zabójstwie Anwara as-Sadata w 1981 Dżihan as-Sadat kontynuowała działalność charytatywną w Egipcie. Następnie wyjechała do Stanów Zjednoczonych, gdzie była wykładowczynią uniwersytecką. W 1985 została honorową przewodniczącą organizacji kobiecej Women’s International Center. Wróciła do Egiptu w 1993 i kontynuowała pracę naukowo-dydaktyczną, uzyskując doktorat w zakresie literatury angielskiej na Uniwersytecie Kairskim. Od 1993 pracowała także na Uniwersytecie Maryland, gdzie prowadziła wykłady z zakresu stosunków międzynarodowych.
Autorka autobiografii zatytułowanej A Woman of Egypt.